# Octobre 1946

## Évènements
- 1er octobre : verdict et fin du procès de Nuremberg[1].

- 4 octobre : conférence de Londres avec les Arabes et les Sionistes. Attlee propose une nouvelle forme de coopération fondée sur le soutien à l’indépendance des pays arabes. Les représentants arabes proposent la création d’un État arabe de Palestine avec une organisation politique confessionnelle sur le modèle libanais. Les Britanniques espèrent parvenir à un compromis lorsque Truman affirme être favorable au partage, entraînant le retrait des délégations arabes.

- 5 octobre, France : publication du statut de la fonction publique (catégories A, B, C et D).

- 6 octobre : premier vol sans escale entre Hawaii et Le Caire en passant par le pôle Nord soit 17 500 km, réalisé par un Boeing B-29 Superfortress.

- 7 octobre, France : la loi fixe la durée du service militaire à un an.

- 11 octobre
  - France : vote de la loi fondatrice de 1946 sur la médecine du travail.
  - Réforme agraire au Japon scindant les grands domaines pour les redistribuer aux paysans sans terres.
  - Tage Erlander, Premier ministre social-démocrate en Suède (fin en 1969).

- 13 octobre, France : référendum adoptant la nouvelle constitution (53 % oui)  avec 31 % d’abstentions. Institution d’un régime parlementaire bicaméral avec une nette prépondérance de l’Assemblée nationale sur le Conseil de la République. Le Président, élu pour 7 ans par les deux Chambres, dispose de pouvoirs restreints. Il désigne le président du Conseil investi par l’Assemblée nationale et responsable devant elle.

- 14 octobre : après l’intervention de la Grande-Bretagne, un armistice est signé entre les Hollandais et la guérilla indonésienne.

- 15 octobre : suicide de Hermann Göring dans sa prison de Nuremberg.

- 16 octobre : pendaison des chefs nazis à la suite du procès de Nuremberg soit : Joachim von Ribbentrop, Keitel, Kaltenbrunner, Rosenberg, Frank, Frick, Streicher, Seyss-Inquart, Sauckel et Jodl. Goering se suicide quelques heures avant son exécution.

- 19 octobre, France : adoption de la loi sur le statut de la fonction publique. Le droit syndical est reconnu aux fonctionnaires qui seront rémunérés selon une grille indiciaire unique.

- 22 octobre : création au Portugal du PIDE, Police internationale de défense de l’État (1945-1969). L’instruction des procès politiques est officiellement enlevée au juge pour être confiée à la police politique. Des tribunaux spéciaux (plenarios) sont créés à Lisbonne et à Porto.

- 23 octobre : 
  - L'assemblée générale des Nations unies se réunit pour la première fois.
  - Algérie : Messali Hadj, fondateur de l’Étoile nord-africaine et du PPA, interdit, fonde le Mouvement pour le triomphe des libertés démocratiques (MTLD).

- 24 octobre : 
  - Première photographie de la Terre. Le cliché a été pris à une altitude de 104000m (104km) d'altitude par un objectif de 35mm logé dans une fusée V2 lancée depuis le Nouveau-Mexique (USA).

- 27 octobre : 
  - Adoption en France par référendum de la Constitution de la IVe république[2], consacrant la création de l’Union française (fin en 1958).
  - République populaire de Bulgarie : victoire du Front de la patrie aux législatives. Sur les 366 sièges obtenus, 277 vont à des communistes. L’opposition se plaint de fraudes et de violences.
  - Grand Prix automobile de Penya-Rhin.

## Naissances
- 1er octobre :
  - Ewa Kłobukowska, athlète polonaise.
  - Dave Holland, contrebassiste de jazz anglais.
- 2 octobre : 
  - Marie-Georges Pascal, actrice française († 9 novembre 1985).
  - Jo-El Sonnier, chanteur américain de musique cadienne († 13 janvier 2024).
- 3 octobre : Daniel Vachez, personnalité politique française († 15 mars 2021).
- 7 octobre : Bernard Lavilliers (Bernard Ouillon), chanteur français.
- 8 octobre : Jean-Jacques Beineix, réalisateur français († 13 janvier 2022).
- 9 octobre : 
  - Tansu Çiller, femme politique turque, ancien premier ministre.
  - Anne-Marie Garat, écrivaine française († 26 juillet 2022).
- 10 octobre : 
  - Franco Malerba, spationaute italien.
  - Acharya Vidyasagar, érudit du jaïnisme indien († 18 février 2024).
- 14 octobre : François Bozizé, homme d'État centrafricain.
- 15 octobre : Palle Danielsson, contrebassiste de jazz suédois († 18 mai 2024).
- 16 octobre : Suzanne Somers, actrice américaine († 15 octobre 2023).
- 17 octobre :
  - Alifa Farouk, femme politique tunisienne.
  - Cameron Mackintosh, producteur de théâtre britannique.
- 18 octobre : 
  - Michel Grailler, pianiste de jazz français († 11 février 2003).
  - Dafydd Elis-Thomas, homme politique britannique († 7 février 2025).
- 19 octobre : 
  - Robert Hue, homme politique français.
  - Christian Le Lann, syndicaliste français.
- 20 octobre : Elfriede Jelinek, romancière autrichienne, prix Nobel de littérature en 2004.
- 21 octobre : Michael W. Hansen, chanteur et humoriste dano-allemand († 15 mars 2011).
- 26 octobre : Boubacar Boris Diop, écrivain sénégalais.
- 27 octobre : Steven R. Nagel, astronaute américain.
- 28 octobre : Valérie Boisgel, actrice et auteur française.
- 29 octobre : Peter Green (Peter Greenbaum de son vrai nom), guitariste et chanteur britannique de blues.
- 30 octobre :
  - Robert L. Gibson, astronaute américain.
  - Chris Slade, batteur du groupe AC/DC.

## Décès
- 15 octobre : Hermann Göring, Maréchal du Troisième Reich.
- 23 octobre : Ernest Thompson Seton, artiste animalier.
- 30 octobre : Mamie Smith, chanteuse de blues américaine (° 1883).